# 蒙托尔内斯德塞加拉
蒙托尔内斯德塞加拉，是加泰罗尼亚莱里达省的一个市镇。 总面积12平方公里，总人口101人（2001年），人口密度8人/平方公里。